# 山形村
山形村（日语：／ Yamagata mura */?）是位于長野縣中西部東筑摩郡的一村